# William B. Ide

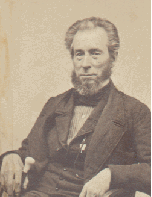
Wahrscheinlich William B. Ide vor Dezember 1852

William Brown Ide (* 28. März 1796 in Rutland, Massachusetts; † 19./20. Dezember 1852 in Red Bluff, Kalifornien) war ein amerikanischer Tischler, Politiker und Pionier. Im Jahre 1846 amtierte er als Staatsoberhaupt der kurzlebigen Republik Kalifornien.

## Leben
William Ide wurde in Rutland, Massachusetts, als Sohn von Lemuel Ide, einem Mitglied der Generalversammlung von Vermont, und Sarah Stone geboren. Als Zimmermann heiratete Ide 1820 Susan Grout Haskell. Er und seine Frau lebten zuerst in Massachusetts, begannen aber bald Richtung Westen zu ziehen. Zuerst nach Kentucky, dann nach Ohio und schließlich nach Illinois. In Springfield betrieben sie Landwirtschaft. Außerdem arbeitete Ide zusätzlich als Lehrer an einer Schule.
Mindestens seit 1886 und noch 1993 meinten einige Historiker, dass Ide nie Mitglied der Kirche Jesu Christi der Heiligen der Letzten Tage gewesen war. Dies wurde jedoch 2014 widerlegt, als die Forscher Roger Robin Ekins, Michael N. Landon und Richard K. Behrens (aufbauend auf der Arbeit von David Freeman und Ronald L. „Smokey“ Bassett) einen unsignierten Brief in den Archiven der Kirche, als von Ide verfasst, identifizierten. Ekins hatte alle Meinungen auf beiden Seiten dieser Kontroverse dargelegt und kam zu dem Schluss, dass Ide im Juli 1837 als Mormone getauft wurde. Dementsprechend waren Ide und seine Familie die ersten bekannten Mormonen, die nach Kalifornien einreisten. Außerdem war Ide (als Kommandeur der kurzlebigen kalifornischen Republik) wohl das erste Staatsoberhaupt der LDS.
1845 verkaufte Ide seine Farm und schloss sich einem Wagenzug in Independence, Missouri, in Richtung Oregon an. Auf Anraten des Mountain Man Caleb Greenwood trennten sich Ide und eine Gruppe von Siedlern vom Wagenzug und machten sich auf den Weg nach Alta California, damals eine Provinz Mexikos. Sie kamen am 25. Oktober 1845 in Sutter’s Fort an. Ide reiste nach Norden, um für Peter Lassen auf der Rancho Bosquejo zu arbeiten.

Die kalifornische Bärenflagge von 1846

Im Jahr 1846 drohte die mexikanische Regierung, alle Siedler, die keine mexikanischen Staatsbürger waren, zu vertreiben. Am 14. Juni beschlagnahmten Ide und die anderen daraufhin das Pueblo Sonoma und nahmen den mexikanischen Kommandanten von Nordkalifornien, Mariano Guadalupe Vallejo, der eigentlich die amerikanische Annexion unterstützte, fest. Am 15. Juni veröffentlichte Ide eine Proklamation, die er am Vorabend geschrieben hatte. Bis zum 17. Juni erhoben die Rebellen die neue kalifornische Bärenflagge und erklärten die mexikanische Provinz zur Republik Kalifornien. Ide war als Kommandant ausgewählt worden.
Die Republik existierte nur bis zum 9. Juli 1846 (25 Tage). Dann übernahmen die Vereinigten Staaten die Kontrolle über Sonoma. Ide und andere „Bear Flaggers“ schlossen sich John C. Frémont an. US-Streitkräfte nahmen in Kalifornien in Besitz.
Nach dem Mexikanisch-Amerikanischen Krieg kehrte Ide in sein Haus in der Nähe von Red Bluff, Kalifornien, zurück, wo er eine Partnerschaft mit Josiah Belden auf seiner Rancho Barranca Colorado aufnahm. Er kaufte sie Belden 1849 ab und war erfolgreich im Bergbau.
Ide starb im Dezember 1852 an Pocken, wahrscheinlich in der Nacht vom 19. auf den 20. Dezember, im Alter von 56 Jahren. Er ist auf einem kleinen Friedhof, 5 Meilen südlich von Hamilton City, an der ehemaligen Stelle von Monroeville begraben, wo von der Straße aus ein Denkmal sichtbar ist.
Heute erinnert der William B. Ide Adobe State Historic Park, bestehend aus einem restaurierten Lehmhaus und anderen Gebäuden in der Nähe von Red Bluff, an sein Leben.